# Imre Kinszki
Imre Kinszki (* 10. März 1901 in Budapest, Ungarn; † 1945 vermutlich im KZ Sachsenhausen) war ein ungarischer Fotograf.

## Leben bis 1943

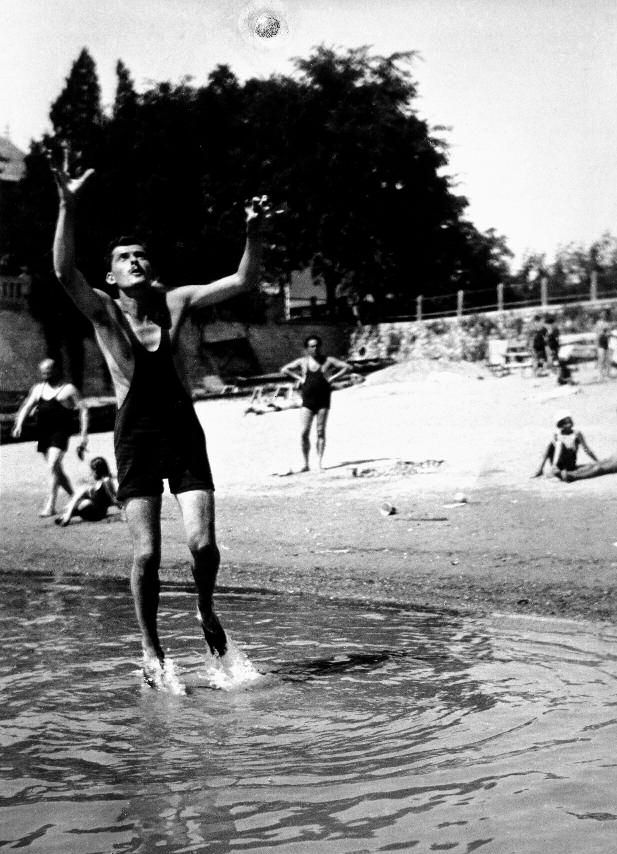
Selbstporträt 1932

Imre Kinszki wuchs in einer assimilierten jüdischen Familie von Intellektuellen in Budapest auf. Sein Großvater, Zsigmond Schiller, war Chefredakteur des Pester Lloyd, der zu jener Zeit führenden deutschsprachigen Tageszeitung in Ungarn. Lipót Baumhorn, einer der bekanntesten ungarischen Synagogen-Architekten, war sein Onkel.
Nach dem Schulabschluss auf dem Piaristen-Gymnasium in Budapest begann Kinszki ein Medizinstudium an der Medizinischen Universität, musste dieses aber nach nur einem Semester aufgrund der 1920 erlassenen anti-jüdischen Gesetze wieder aufgeben. Danach belegte er ein weiteres Semester lang ein Biologiestudium an der University of Sciences and Humanities. Der Versuch, sein Medizinstudium fortzusetzen, scheiterte 1921 an einem inzwischen erlassenen Numerus clausus, der den Zugang von Juden zu den Hochschulen stark einschränkte. Kinszki sprach fünf Sprachen und veröffentlichte in dieser Zeit Artikel über Philosophie und Politik.
Nach dem Abbruch seiner Universitätslaufbahn nahm Kinszki eine Arbeit als Archivar bei der Hungarian Union of Manufacturers an. Dort lernte er Ilona Gárdonyi kennen, die er 1925 heiratete. Ein Jahr später wurde Sohn Gábor, 1934 dann Tochter Judit geboren.
Nachdem ihm seine Frau 1926 eine erste Kamera geschenkt hatte, wandte sich Kinszki der Fotografie zu, die er von nun an neben seinem Bürojob als ambitionierter Hobbyfotograf betrieb. Ein besonderes Interesse galt der Makrofotografie; 1931 entwickelte dafür sogar eine spezielle Kamera im Format 6 × 6: die „Kinsecta“. 1931 trat er der Ungarischen Vereinigung der Amateurfotografen (MAOSZ) bei. Seitdem wurden seine Fotografien – aber auch Artikel über die Technik der Fotografie – regelmäßig sowohl in ungarischen als auch in internationalen Fachmagazinen veröffentlicht, darunter National Geographic, Popular Photography und American Photography. In den 1930er Jahren nahm er an zahlreichen internationalen Fotoausstellungen teil und trat auch selbst als Organisator von Ausstellungen in Erscheinung. 1937 war er Mitbegründer der Association of modern Hungarian photographers, 1939 Mitherausgeber der Publikation „Ungarische Fotografie“. Er stand in Kontakt mit international bedeutenden Fotografen wie László Moholy-Nagy, Brassaï und Albert Renger-Patzsch.
Kinszki propagierte eine moderne Ausrichtung der künstlerischen Fotografie und gilt heute als einer der konsequentesten Vertreter der Neuen Sachlichkeit in der ungarischen Fotografie. Er entwickelte Techniken für die Darstellung von Bewegung und Nachtszenen und experimentierte mit extremen Perspektiven (etwa steilen Aufsichten), mit der Wirkung von Licht und Schatten in den frühen Morgenstunden und harten Kontrasten (siehe Werkbeispiele).

## Zwangsarbeit und Tod

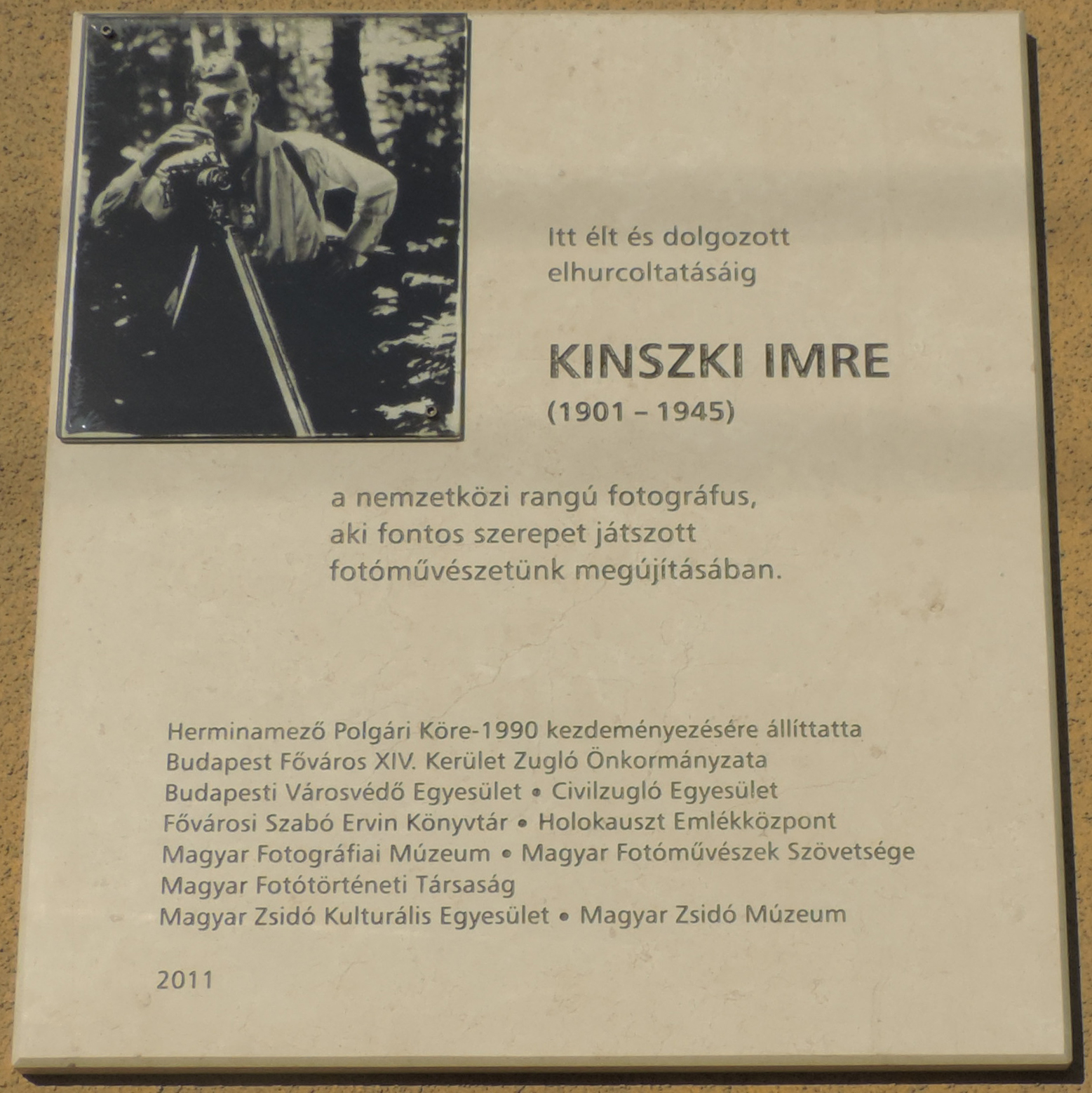
Gedenktafel in Budapest mit Selbstporträt

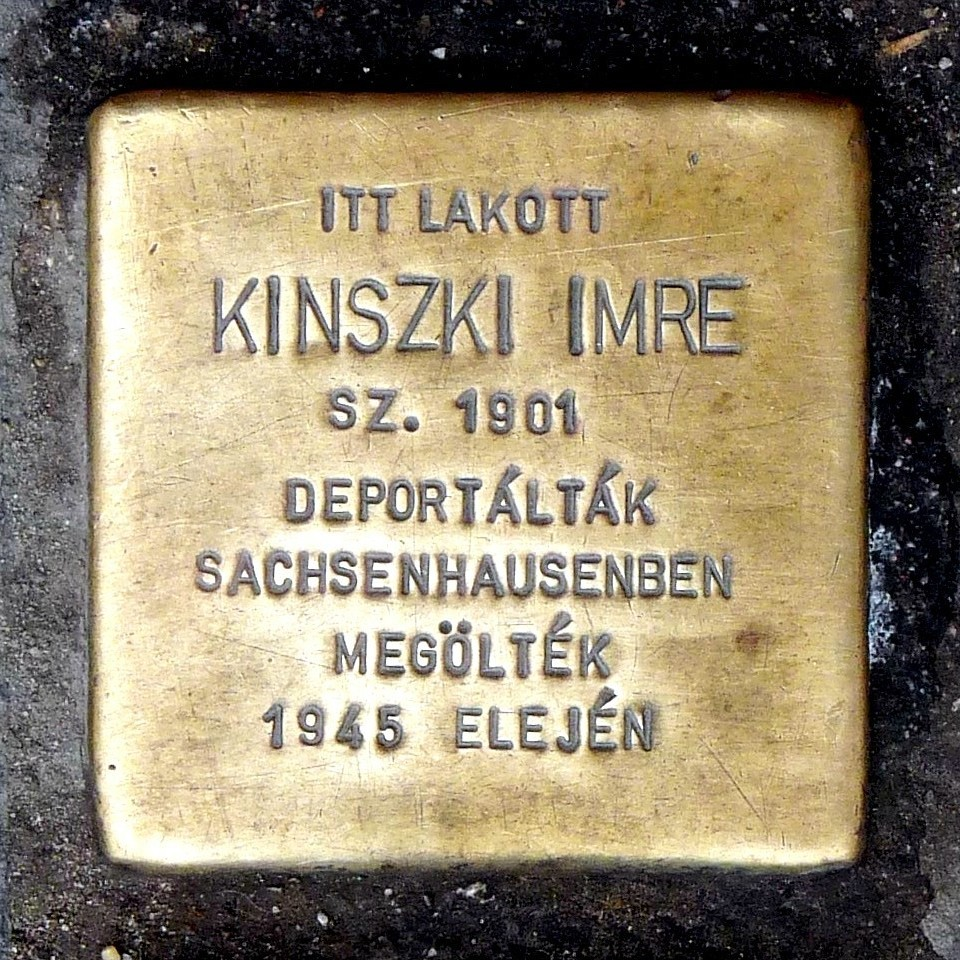
Stolperstein in Budapest

Um sich vor antisemitischen Übergriffen zu schützen, war die Familie Kinszki 1938 zum griechisch-orthodoxen Glauben konvertiert. Dennoch wurde Imre Kinszki ab 1943 zur Zwangsarbeit interniert, zunächst in Rumänien, später in Budapest. Am 16. Februar 1943 erschienen zum letzten Mal Fotografien und Texte Kinszkis im Journal „Képes Vasárnap“; das letzte Lebenszeichen Kinszkis ist eine Postkarte, die er 1944 von einem Bahnhof im IX. Budapester Bezirk versandte. Im Frühjahr 1945 wurde er auf dem Todesmarsch in das KZ Sachsenhausen gesehen, den er vermutlich nicht überlebte. Im Gedenken an Imre Kinszki und seinen Sohn Gábor, der im Winter 1944 im KZ Buchenwald zu Tode kam, wurden vor ihrer letzten Wohnung in der Róna-Straße 121 in Budapest zwei Stolpersteine verlegt. An der Wand des Wohnhauses befindet sich heute eine Gedenktafel.

## Ausstellungen zu Lebzeiten
Neben den hier genannten Ausstellungen, an denen Kinszki zu Lebzeiten beteiligt war, führen heute mehrere international bedeutende Kunstmuseen Werke Kinszkis in ihren öffentlichen Sammlungen, darunter etwa das Museum of Modern Art, New York, das Museum of Fine Arts, Boston, das Stedelijk Museum in Amsterdam und das San Francisco Museum of Modern Art.
- 1931 – Internationale Ausstellung, Budapest
- 1932 – Internationale Ausstellung, Wien
- 1933 – International Salon of Photography, Chicago
- 1936 – II. International Exhibition, Košice
- 1938 – Royal Photographic Society, London
- 1939 – Photographic Society of America, Hungarian Collection, USA
- 1939 – Exposition Internationale des Photos de Neige, Paris
- 1939 – Internationale Ausstellung, Antwerpen

## Werkbeispiele
Bei einigen der hier gezeigten Werke ist das Jahr der Entstehung unbekannt.

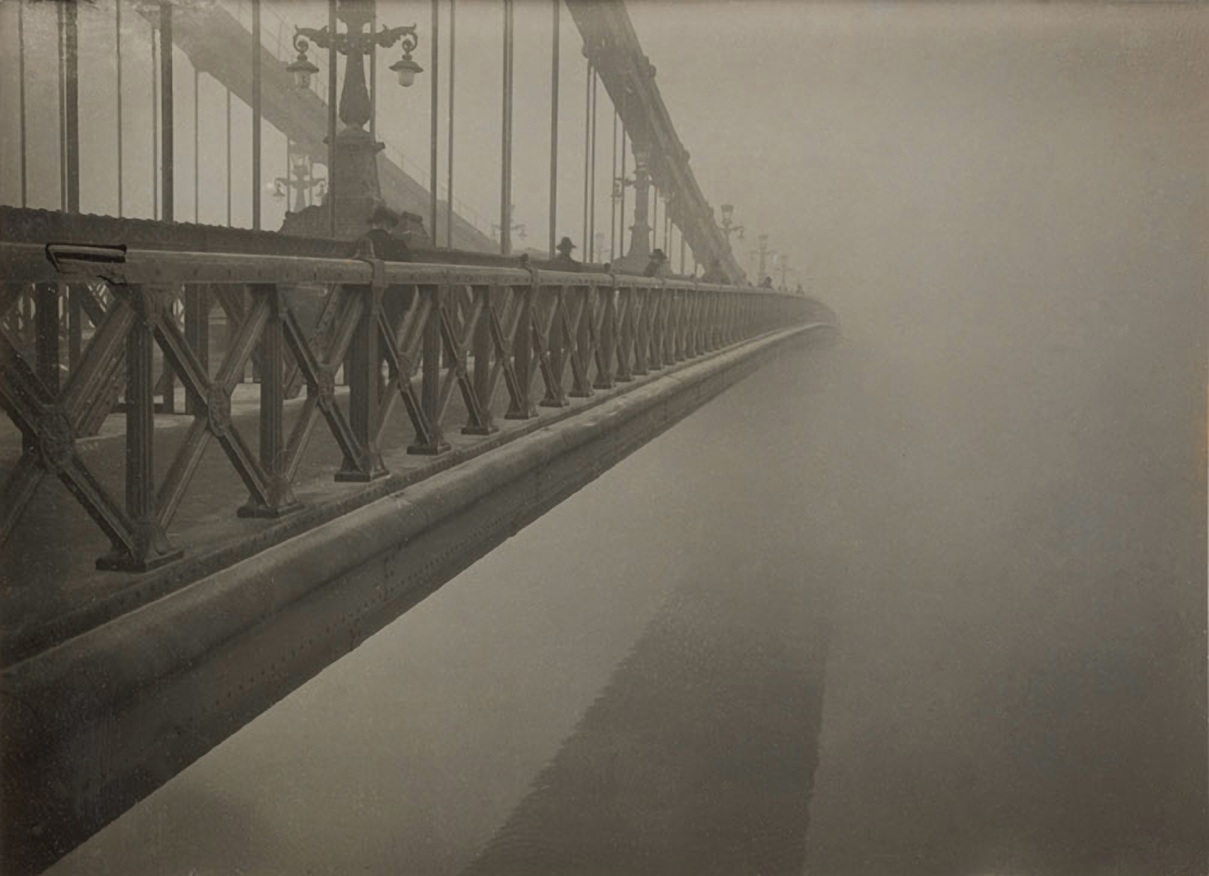
Brücke und Nebel, 1930
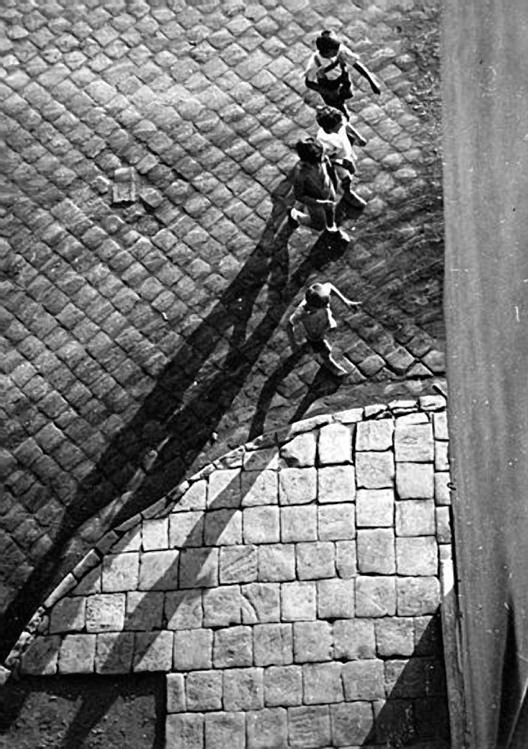
Laufende Kinder
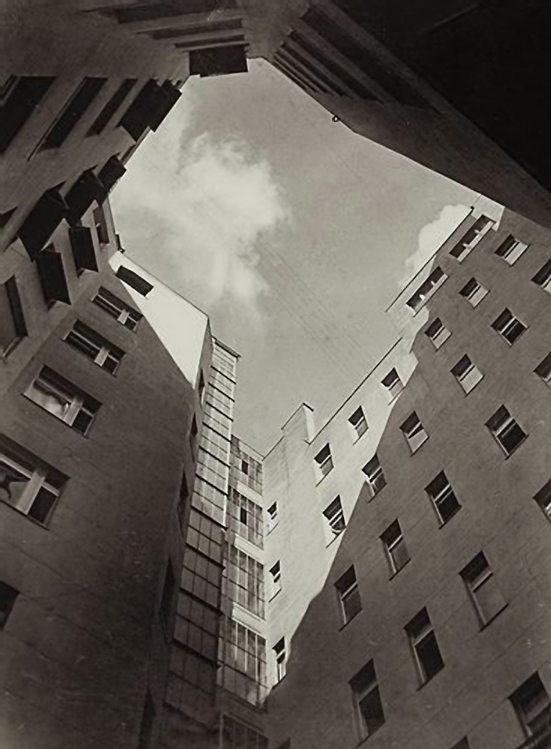
Himmel über der Stadt
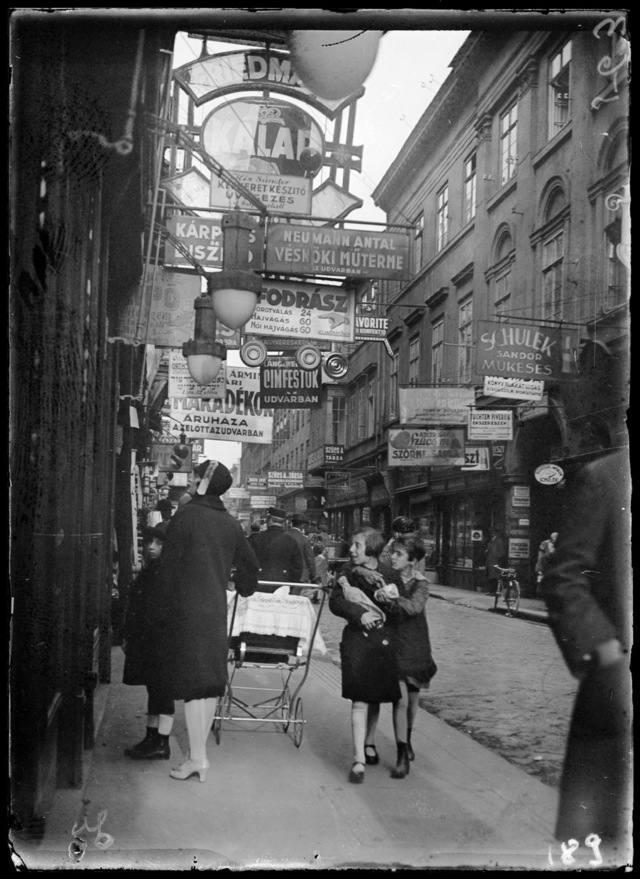
Király-Straße, 1929
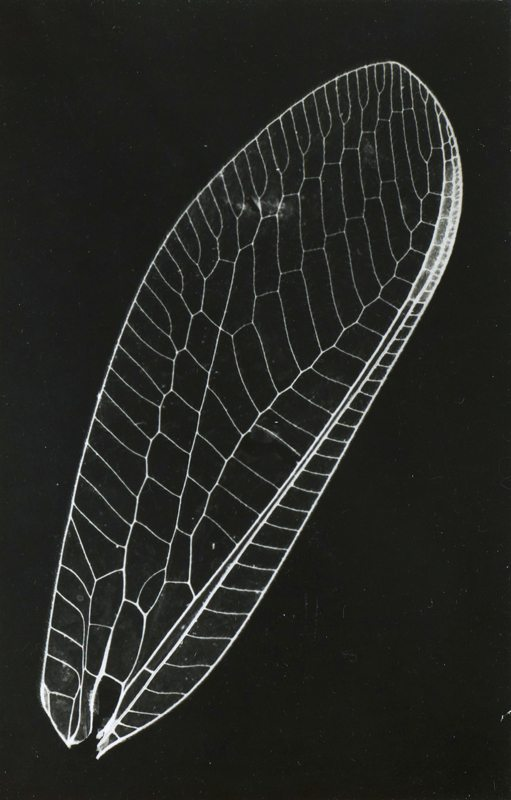
Insektenflügel
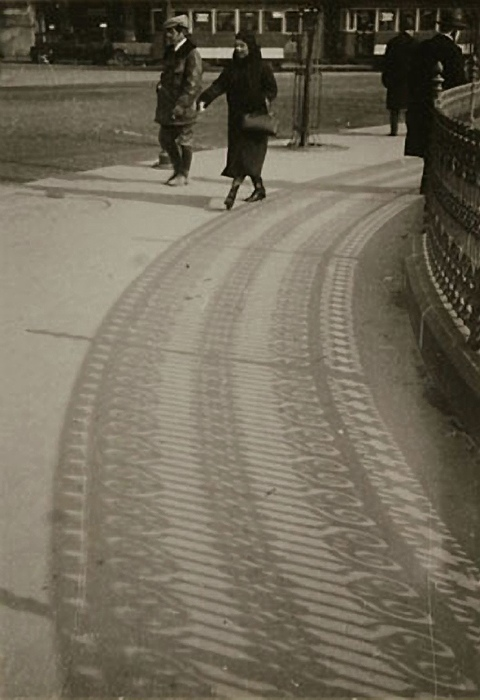
Schatten
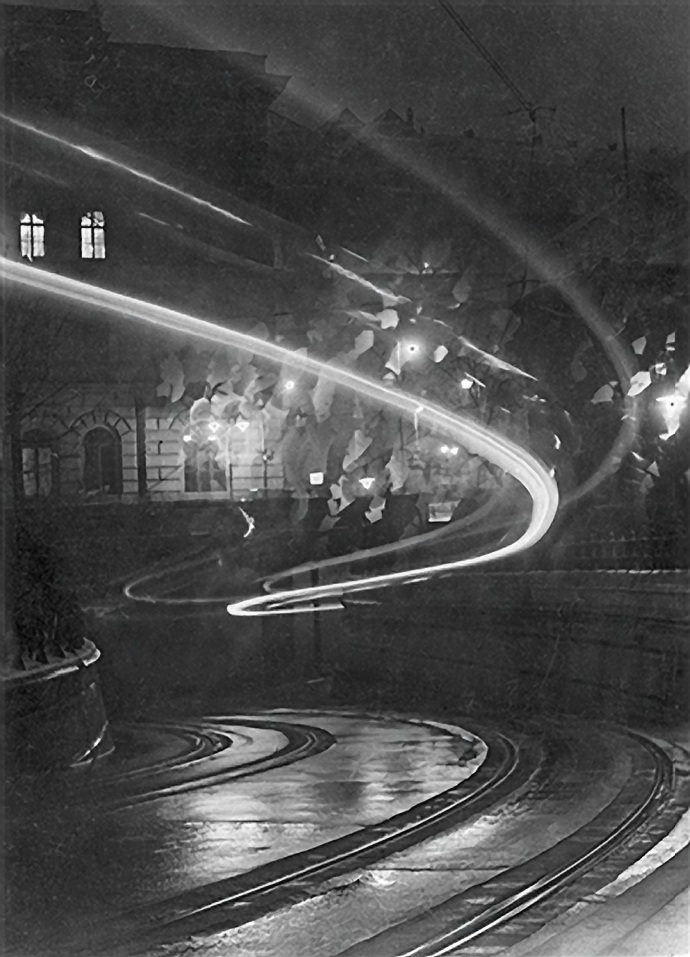
Phantome der Nacht, 1938
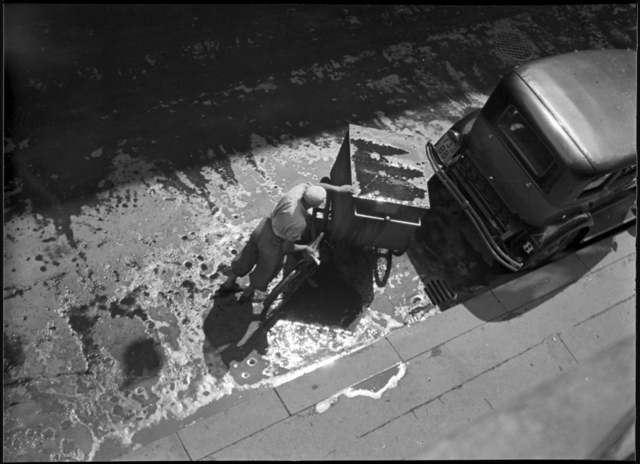
Dreirad, 1935